# Обручение
Обруче́ние  (сго́вор, помо́лвка, рукоби́тие) — предварительный договор о заключении брака (лат. mentio et repromissio nuptiarum futurarum — определение римского юриста Флорентина), имевший раньше и сохранивший отчасти до сих пор не только бытовое, но и юридическое значение.

## История
Происхождение обручения должно быть отнесено к тому моменту, когда уплата вена перестала сопровождаться непосредственно выдачей невесты жениху или главе его семьи, и брак распался на несколько самостоятельных бытовых обрядов, религиозных церемоний и юридических актов.
В отличие от свадьбы (торжественной передачи девушки), обручение, с этого времени, становится договором, в котором главы семейств жениха и невесты окончательно соглашаются на брак последних, устанавливают его условия, обмениваются реальным или символическим обеспечением своего соглашения (задаток или арра, которыми обыкновенно было кольцо) и совершают другие торжественные действия, которыми вообще сопровождались древние договоры (рукобитие, литки, молитва и так далее).
В таком виде обручение получает значение основания для брака; свадьба является лишь актом исполнения договора. Отсюда древний результат обручения — принудительное совершение брака или уплата взыскания, которым вообще облагалось неисполнение договоров.
В дальнейшем развитии, когда соглашению во время свадьбы, как более обеспечивающему свободу вступающих в брак, начинают придавать всё больше и больше значения, юридическая роль обручения отходит мало-помалу на задний план, и оно становится договором, не имеющим прямого влияния на самостоятельный акт свадьбы, сила которого состоит уже теперь в особом соглашении (лат. consensus facit nuptias), а не в предшествующем обручении. Последним обуславливаются теперь лишь некоторые побочные обязательства, не имеющие сами по себе связи с существом брака.

### Римское право
В позднейшем римском праве (о раннем мы не имеем сведений) обручение перешло уже на эту последнюю ступень, хотя сохраняет ещё много остатков старого воззрения. Обрученные обязываются к верности друг другу; жених получает права на иск об обиде своей невесты посторонними лицами; невеста за нарушение целомудрия наказывается так же, как жена за прелюбодеяние; между ближайшими родственниками обеих сторон устанавливаются как бы отношения родства. Разрыв старого обручения и заключение нового с другим лицом ведет к инфамии, но иска на заключение брака или права на неустойку за неисполнение договора, если она даже оговорена, стороны не получают. Неустойку в этом случае римляне вообще считали противной «добрым нравам».
Гражданско-правовые последствия расторжения обручения сводились лишь к потере арра или, для получившей его стороны — к выдаче его в двойном размере, а также к возвращению полученных друг от друга подарков. Последние сохранялись, однако, за невестой, если обручение было запечатлено поцелуем. Бытовое значение обручения в Риме было, по-видимому, больше юридического.

### Древнегерманское право
В древнем германском праве обручение имело значение необходимого момента заключения брака. Оно было договором покупки власти над женой у главы её семьи; несовершение его нарушало интересы последнего. По некоторым варварским правам, поэтому, брак без обручения был не только наказуем, но и недействителен (жена может быть потребована обратно отцом, её дети незаконны и лишены наследства); там же, где он был действителен, он был браком без mundium.
Одного обручения не было достаточно для полного совершения брака; по законным и определённым в договоре причинам, оно могло быть и расторгнуто, но расторжение по незаконным причинам наказывалось законной или договорной пеней; брак обрученного с другим лицом расторгался, и он обязывался сочетаться браком согласно условиям старого обручения. Обрученные обязывались взаимной верностью, нарушение которой было прелюбодеянием.

### Католичество и протестантизм
Западная церковь, принеся с собой римскую норму брака (consensus facit nuptias), долго не могла решить, к какому моменту приурочить действие этого правила в германском бытовом способе заключения брака; введение римского порядка нарушило бы прочно установившуюся в жизни практику. Поэтому одни канонисты поддерживали решающее значение обручения и рассматривали свадьбу как завершение обручения. Согласно этому взгляду, обручение, даже тайное, если оно позднее перешло в супружеское сожитие, считалось законным браком (мнение Грациана). Другие, приурочивая решающее значение также к обручению, разбили его на два понятия: sponsalia de futuro и sponsalia de praesenti (обручение ради будущего брака и обручение ради непосредственно за ним совершаемого брака), смотря по произносимым брачующимися словам: accipiam te in meum maritum или meam uxorem — и accipio etc. Только второе обручение влекло за собой все последствия брака.
В конце XII века папа Александр IV ввёл вторую доктрину в общую практику: из двух браков, заключённых одним и тем же лицом путём разных видов sponsalia, имел преимущество тот, который заключён ради непосредственного совершения брака. По правилам триентского собора sponsalium de praesenti вытесняет окончательно значение sponsalii de futuro: последнее превращается, во французском праве, в договор об имущественных отношениях супругов. На первых порах развития протестантской церкви старый германский взгляд на обручение, утратившее мало-помалу своё первоначальное значение и обратившееся в договор об условиях брака, снова оживает. Лютер учит, что торжественно совершённое обручение имеет последствия законного брака. На этом основании многие партикулярные законодательства Германии до самого последнего времени придавали обручению большое значение: оно могло быть расторгнуто только по постановлению консистории или судебному приговору. Самовольное расторжение вело к иску о принуждении к заключению брака, осуществлявшемся непосредственно, путём насильственного венчания, или посредственно, путём штрафа или ареста.
Другие законодательства допускали и отчасти допускают и теперь, пока не вступило в силу новое общегерманское уложение, взыскание неустоек, уплату имущественных убытков и возврат подарков. Сожитие с обручённой, если оно имело последствием беременность, вело к признанию за невестой прав законной жены, несмотря на отказ жениха заключить брак. Последнее правило, в ещё более строгой форме, сохранялось в Российской империи в остзейском праве. По ст. 158 св. мест. уз., «блудодеяние между обрученными даёт обольщенной невесте право просить о совершении брака. Если, по признании просьбы её основательной, постановлено будет совершить бракосочетание, а между тем жених, несмотря на то, в течение трёх месяцев не приступает к его совершению, то подлежащий суд, в случае особой о том просьбы невесты, должен объявить её разведённой супругой обрученного с нею, с предоставлением отыскивать соответственные тому права светским судом».
Новейшее германское право отказывает в иске на заключение брака и запрещает неустойки за нарушение обручения. За сожитие с обручённой, не приведшее к заключению брака, полагается справедливое денежное вознаграждение. Отступивший от обручения без важного основания обязывается возместить издержки, сделанные другой стороной в ожидании брака, и ущербы, которые другая сторона потерпела от своих распоряжений по имуществу, сделанных ввиду брака. Подарки возвращаются на основании исков о неправомерном обогащении.

### Русское право
В древнем русском праве, подобно германскому, договору обручения принадлежала важнейшая роль при заключении брака: он носит здесь тот же характер покупки и ведёт к обязательному заключению брака. Позднее он укрепляется установлением неустойки («заряда») и совершением рядной записи, дававшей право иска на совершение брака.
В обычном праве крестьянства конца XIX века это воззрение удерживается, во многих местностях, с полной силой. Главную силу брака крестьяне видят в гражданском договоре, сохранившем многочисленные остатки покупки невесты; договор заключается с символическими обрядами (рукобитье, литки и так далее) и обеспечивается неустойками, задатками и залогами; отказ от обручения считается делом бесчестным, долженствующим навлечь на виновного как небесную, так и земную кару, в виде взыскания расходов, даров, платы за бесчестье, а иногда — и уголовного наказания. Во многих местностях и теперь обручённые начинают вести брачную жизнь до венчанья. Церковное воззрение в Древней Руси приспособилось к народному в том смысле, что освящало церковным благословением обручения, совершавшееся часто задолго до заключения брака, и признавало его нерасторжимость; но решающий момент в заключении брака церковь видела в венчаньи, за укрепление которого в жизни церковь усиленно боролась.
Пётр I вступил в решительную борьбу с народным пониманием роли обручения, приводившим к множеству злоупотреблений и уничтожавшим свободную волю брачующихся при вступлении в брак, особенно в случаях обручения малолетних. В 1702 году он объявил религиозное обручение необязательным и уничтожил денежные пени и неустойки, назначавшиеся в рядных записях; последние получили с этого момента значение простых договоров о приданом. Не раз, однако, и после Петра консистории рассматривали жалобы на нарушение обручения и запрещали нарушителю вступление в брак с другим лицом. Это случалось и после 1775 года, когда Святейший Синод предписал совершать церковное обручение в одно время с браком и, следовательно, уничтожил обручение как самостоятельную часть заключения брака (были случаи запрещения брака на основании предшествовавшего обещания жениться на другой).
Действующее русское право совершенно отрицает юридическую силу обручения. «Обещание вступить в брак имеет характер чисто нравственный и может быть свободно изменено во всякое время до момента бракосочетания… Обещание вступить в брак не может обуславливаться никаким обязательством, не может быть предметом гражданской сделки и не влечет имущественных последствий в случае отказа от вступления в брак. Отказ от слова или обещания, данного женихом, невестой или их родителями, а равно неуведомление об отказе от слова или обещания не даёт права на иск о вознаграждении за убытки, понесенные на приготовление к свадьбе» — таково прочно установленное, на основании русских законов, воззрение сената (реш. 69/292, 70/403, 71/761, 77/230, 89/124). Многие русские юристы находят эту точку зрения неосновательной и желают установления правил, подобных принятым общегерманским гражданским уложением (И. Г. Оршанский, Ефименко, Дашкевич), ссылаясь на народное воззрение и на несправедливость возложения убытков, происшедших от нарушения обещания, на ту сторону, которая осталась верной своему слову. Но, отстаивая таким образом имущественные блага потерпевшей стороны, забывают о личном праве обрученного вступать в брак лишь с таким лицом, с которым, по его мнению, он может найти счастье. Всякие денежные требования, связанные с расторжением обручения, являются косвенным понуждением к вступлению в брак, особенно в низших, бедных классах общества, и устранить такой характер иска об убытках, вопреки мнению Оршанского, совершенно невозможно. Справедливым такой иск может быть, поэтому, признан лишь в случае злонамеренного пользования, под предлогом будущего брака, имуществом обрученного и его родных.

## Обручение в православии
В. H. Обручение (церк.) — обряд, предшествующий венчанию в христианском таинстве брака. Это древнерусское название происходит, как думает К. Т. Никольский («Пособие к изучению устава»), от слова обручи, означающего в этом случае перстни или кольца, вручение которых брачующимся составляет существенную часть обряда, или, что вероятнее, от входящего в состав обряда соединения рук брачующихся. В греко-римской империи, с самых первых времён христианства, обручение у христиан было таким же гражданско-юридическим актом, контрактом, как и у язычников.
Естественно, однако, что христиане, привыкшие всё делать с церковным благословением, к гражданско-юридическому акту могли присоединять особые молитвословия, совершаемые священнослужителями. Были ли эти молитвословия делом личного произволения брачующихся или непременной церковной принадлежностью гражданского брачного контракта — с точностью определить нельзя; правило 11-е Анкирского собора (314 год), папа Сириций, современник Иоанна Златоуста (в послании к Гимерию), и 98-е правило VI-го вселенского собора свидетельствуют лишь о том, что если обручение было совершено церковью, то было ненарушимым и имело одинаковую силу с гражданским брачным контрактом. Константинопольский собор 1066—1067 года уравнял обручение церковное с гражданским бракосочетанием, так что если обрученные вступали хотя и в первый брак, но не с теми лицами, с которыми были обручены, то они признавались уже второбрачными.
При императоре Алексее Комнине для полного установления брачного союза сделано было обязательным не только венчание, но и обручение церковное, наряду и одновременно с гражданским контрактом. До XII века церковное обручение совершалось нередко задолго до венчания, иногда — в семилетнем возрасте. Письменное изложение чинопоследования обручения в православной церкви не восходит ранее VIII века («Барберинов список», содержащий в себе лишь две краткие молитвы и не имеющий ни третьей, обширной молитвы нынешнего чинопоследования, ни ектений, ни слов: «обручается раб Божий…», «обручается раба Божия…»). В крипто-феррарском списке (XIII век) есть уже и нынешнее начало чинопоследования, и нынешняя первая ектенья, надевание колец обручающимся и с произнесением слов: «обручается раб Божий» и так далее, со всеми нынешними указаниями действий священника при обряде. В XV веке чин обручения изложен Симеоном Солунским (в нём нет третьей молитвы; надевание колец совершается после первой молитвы). В «Служебнике» митрополита Киприана (XIV век) нет слов: «обручается раб Божий».
Относительно колец у Симеона Солунского говорится, что жениху надевается перстень железный, в знак «силы мужа», а невесте — золотой, в знак «её нежности и непорочности». В русской церкви с 1775 года обручение стало соединяться с венчанием, непосредственно ему предшествуя (Св. Зак. № 14351), хотя чинопоследование его в «Требнике» по-прежнему печатается отдельно. Лишь для особ Императорской фамилии, когда они вступают в супружество с особами иностранными, обручение совершается отдельно от венчания, и даже может быть совершаемо заочно. По «Требнику» жених даёт невесте кольцо золотое — в знак того, что отдает ей право управлять имуществом, а невеста жениху — серебряное, в знак своей чистоты. Ныне это правило не выполняется и оба кольца бывают, обыкновенно, одинакового металла. Из бесчисленного множества перстней, бывших у древних христиан, по-видимому, в гораздо большем употреблении, чем у язычников, и собранных археологами при раскопках в усыпальницах Рима, значительная часть признается перстнями обручальными. В городе Перузии показывают аметист, который, будто бы, был в брачном перстне Пресвятой Богородицы. По Баронию, таким перстнем признается находящийся в церкви Святой Анны в Риме.

## Обручение в иудаизме
Обручение в иудаизме названо эруси́ном и является частью свадебных приготовлений.